# 卡萊多大樓
卡萊多大樓（西班牙語：Caleido）是一座位於西班牙馬德里的一座摩天大樓，其建築物的高度為181公尺（594英尺），共有36層，它通常被稱為Quinta Torre（第五塔）。因為建築物接近以西班牙最高的建築群著稱的四大樓商業區，同時也是馬德里第五高樓和西班牙第七高樓。
該棟建築物於馬德里城國際會議中心的舊址興建，大樓設計則是由建築公司Fenwick Iribarren 和Serrano-Suñer Arquitectura設計。由OHL Desarrollos負責大樓的工程建造。
卡萊多大樓於2017年4月開工建設，雖然塔樓已經完工，但其餘工程預計將於2021年底完成。截至2021年，IE商學院是卡萊多大樓的主要租戶。

## 外部連結
维基共享资源上的相關多媒體資源：卡萊多大樓